# Piazza del Tiratoio
Piazza del Tiratoio è una piazza della zona di Oltrarno di Firenze, nella zona di San Frediano.
La piazza prende il nome da un tiratoio dell'Arte della lana, uno di quegli stabilimenti cioè, un tempo molto diffusi in tutta Firenze, dove veniva lavorata la lana.
In particolare verso la fine del XVII secolo il Granduca Cosimo III de' Medici prese la decisione di concentrare i tiratoi nella zona d'Oltrarno, epoca nella quale fu costruito anche il nuovo tiratoio nei pressi della piazza, che era una caratteristica costruzione in pietra con un ballatoio in alto dove veniva stesa la lana ad asciugare.
Nella stessa epoca sempre Cosimo III fece costruire a pochi passi anche il Granaio dell'Abbondanza.
Nel 1874 l'edificio fu quasi completamente distrutto da un incendio, e venne ricostruito nelle forme che ancora si vedono sulla piazza, anche se non riprese la sua funzione originaria.
In questa piazza ebbe il suo studio, per un certo periodo, lo scultore Lorenzo Bartolini.

## Curiosità
Da Piazza del Tiratoio si gode un'ottima vista della cupola di San Frediano in Cestello; l'ex tiratoio si trova sulla sinistra della foto